# Guisa
La casa di Guisa fu una famiglia principesca francese. Costituirono un ramo cadetto della casa di Lorena, a sua volta cadetta della dinastia reale dei Capetingi di Francia. I suoi membri furono titolari di numerosi feudi (ducati, contee, signorie, ecc.) nel Regno di Francia e non solo.
I Guisa erano ultra-cattolici e furono particolarmente rilevanti nella seconda metà del secolo XVI, nel corso delle guerre di religione francesi, di cui possono in parte essere considerati responsabili.

## Storia
La casa di Guisa deriva da un ramo cadetto della casa di Lorena: Claudio, figlio cadetto di Renato II di Lorena, si mise al servizio di Francesco I di Francia, che lo insignì del titolo ducale. Sua figlia Maria di Guisa (1515-1560) sposò il re Giacomo V di Scozia, divenendo madre della regina Maria Stuarda e il primogenito Francesco I di Guisa divenne un eroe in Francia riconquistando Calais agli inglesi nel 1558.
Nel 1558 il re Francesco II di Francia sposò Maria Stuarda, regina di Scozia e l'anno dopo i suoi potenti zii Guisa ebbero ancora maggior influenza nel governo della Francia. Ciò portò alla cospirazione di Amboise in cui gli Ugonotti e i membri della casa di Borbone, cugini dei Valois meditarono di strappare il potere reale ai Guisa: infatti il duca di Guisa e suo fratello il cardinale Carlo controllavano la politica francese durante il breve regno del malato re Francesco II. Il cardinale era inoltre il leader dei rappresentanti francesi al concilio di Trento e, paradossalmente rispetto alla politica dei suoi consanguinei, si era battuto per venire incontro il più possibile ai protestanti.
Sostenendo il cattolicesimo contro gli ugonotti, nel 1560, i Guisa schiacciarono brutalmente la cospirazione di Amboise: dopo che alla morte del re Francesco II seguì una politica più tollerante da parte della reggente Caterina de' Medici, i Guisa soffiarono sul fuoco dei contrasti agevolando quel clima che avrebbe condotto alle guerre di religione francesi.
La casa di Guisa, guidata da Francesco I di Guisa sconfisse gli ugonotti alla battaglia di Dreux, ma questi fu ucciso poco dopo (1563). Suo figlio Enrico di Guisa divenne il terzo duca di Guisa e partecipò alla cospirazione che sarebbe sfociata nella Notte di San Bartolomeo  e fu responsabile della creazione della Lega cattolica. La morte dell'erede al trono, Francesco Ercole di Valois, duca d'Angiò, nel 1584, che rese il re protestante Enrico III di Navarra erede presuntivo al trono francese, spinse il paese in un'ulteriore guerra civile, nota come la guerra dei tre Enrichi tra re Enrico III di Francia, Enrico III di Borbone, re di Navarra, ed Enrico duca di Guisa.
Il Guisa diede di fatto il via alla guerra dopo aver dichiarato che non avrebbe accettato il Navarra come re, e il suo potere all'interno della Lega cattolica  presto costrinse Enrico III a seguirlo. Immensamente ambizioso, nel 1588 Enrico di Guisa, con il supporto degli spagnoli, istigò una sommossa contro il re, prendendo il controllo della città di Parigi e diventando un sovrano de facto.
Dopo una conciliazione apparente, nel dicembre 1588 Enrico III fece assassinare sia il duca Enrico sia suo fratello il cardinale Luigi nel castello di Blois. La direzione della Lega cattolica fu affidata a un terzo fratello, Carlo di Guisa, duca di Mayenne, comandante delle forze militari della Lega. Poco tempo dopo un frate avrebbe ucciso lo stesso re Enrico III.
Il nipote di Mayenne, figlio di Enrico, Carlo I di Guisa, quarto duca, fu proposto come erede al trono e offerto per un matrimonio con Isabella d'Asburgo-Spagna, figlia di Filippo II di Spagna e discendente di Enrico II di Francia. Benché Carlo di Mayenne e gli altri membri della Lega avessero assassinato, torturato e terrorizzato molti cittadini francesi, per il bene del paese re Enrico IV di Francia comprò la pace con loro, e nel gennaio 1596 un trattato venne firmato, mettendo termine alla Lega.
La famiglia dei duchi di Guisa si è estinta nella discendenza maschile nel 1688, mentre i rami di Mayenne e di Elbeuf e quello di Lambesc si sono estinti in linea maschile rispettivamente nel 1763 e nel 1825.